# Powiatowy Transport Publiczny w powiecie grudziądzkim
Powiatowy Transport Publiczny w powiecie grudziądzkim – system publicznego transportu zbiorowego, składający się z 21 linii autobusowych, łączy wsie gminy Grudziądz, gminy Gruta, gminy Radzyń Chełmiński, gminy Świecie nad Osą, gminy Łasin z miastem.

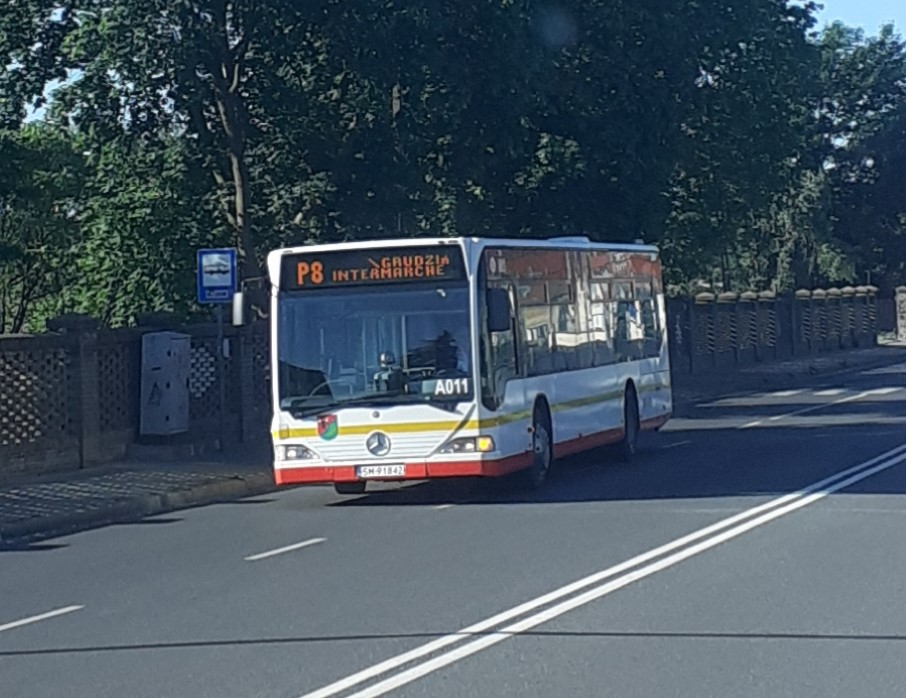
Mercedes-Benz O530 na ul. Chełmińskiej

## Historia
Do końca 2020 roku połączenia komunikacyjne na terenie gminy Grudziądz, na podstawie umowy między miastem a gminą, były organizowane przez MZK Grudziądz. W lipcu 2020 roku, z powodu sporów z prezydentem miasta i skróceniem linii gminnych do południowych części miasta, wójt gminy, Andrzej Rodziewicz, postanowił uruchomić własną komunikację gminną i wypowiedział umowę z miastem. Początkowo władze uruchomiły 12 października 3 linie pilotażowe, natomiast 1 stycznia 2021 – sieć 10 linii autobusowych łączących wsie gminy z miastem. Na tym spór się nie skończył, miasto nie zezwoliło gminie na korzystanie z części przystanków znajdujących się na terenie miasta Grudziądz. 20 marca 2021 roku, po uzyskaniu wszystkich zezwoleń, autobusy zaczęły korzystać z przystanków na terenie Grudziądza.
31 grudnia 2021 roku autobusy Arriva przestały obsługiwać Gminną Komunikację Publiczną, którą zastąpił Powiatowy Transport Publiczny. Operator Irex-Trans od 3 stycznia 2022 roku obsługuje przewozy na terenie Grudziądza, Gminy Grudziądz, Gminy Radzyń Chełmiński, Gminy Gruta, Gminy Świecie nad Osą oraz Gminy Łasin.
1 września 2022 roku zostały utworzone dwie nowe linie: P16 i P17, natomiast 2 stycznia 2023 roku utworzono P18, P19, P20 oraz P21.
1 stycznia 2025 roku zostanie zlikwidowana linia nr P21, a zostaną utworzone linie: P22 i P23.

## Linie

### Linie zwykłe
Irex-Trans na zlecenie gminy Grudziądz, gminy Gruta, gminy Radzyń Chełmiński, gminy Świecie nad Osą oraz Gminy Łasin obsługuje dwadzieścia jeden linii autobusowych.
| Linia | Trasa | Czas przejazdu (min.) | Liczba przystanków |
| ----- | --- | --------------------- | ------------------ |
| P1    | Grudziądz: Rapackiego "Intermarche" – Rapackiego – Hallera – Warszawska – Jaskółcza – Gmina Grudziądz: Kobylanka – Piaski W kierunku Rapackiego „Intermarche”: Piaski – Linarczyk – Grudziądz: Warszawska – Hallera – Dworcowa – Królewska – Rapackiego – ... Wybrane kursy z/do Turznice Spółdzielnia | 20 – 26               | 7 – 21             |
| P2    | Grudziądz: Rapackiego "Intermarche" – Rapackiego – Hallera – Warszawska – Miłoleśna – Gmina Grudziądz: Linarczyk – Piaski – Turznice – Gmina Radzyń Chełmiński: Dębieniec – Zielnowo Funkcjonuje tylko w dni powszednie | 17 – 40               | 13 – 14            |
| P3    | Grudziądz: Rapackiego „Intermarche” – Rapackiego – Hallera – Bora Komorowskiego – Konarskiego – Solidarności – Warszawska – Gmina Grudziądz: Gać – Węgrowo Wybrane kursy z i do Plemięta Funkcjonuje tylko w dni powszednie | 18 – 24               | 7– 16              |
| P4    | Grudziądz: Rapackiego „Intermarche” – Rapackiego – Piłsudskiego – Waryńskiego – Droga Graniczna – Gmina Grudziądz: Wielkie Lniska Wybrane kursy przez Lipowa Szkoła | 19 – 28               | 5 – 7              |
| P5    | Grudziądz: Rapackiego "Intermarche" – Rapackiego – Piłsudskiego – Karabinierów – Paderewskiego – Kwidzyńska – Gmina Grudziądz: Świerkocin – Mokre – Leśniewo – Dusocin Wybrane kursy: a) z i do pętli Mokre Pętla b) na trasie Rapackiego Intermarche – Mokre Szkoła – Mokre Pętla c) na trasie Rapackiego Intermarche – Mokre Szkoła – Mokre Kościół – Mokre Pętla – Dusocin d) z pętli Galeria Grudziądzka do Mokre Pętla e) z pętli Rapackiego Intermarche przez Zakurzewo, Wielki Wełcz, Leśniewo i Mokre Pętla do Dusocina f) na trasie Rapackiego Intermarche – Mokre Leśniczówka Białochowo | 6 – 58                | 11 – 23            |
| P6    | Grudziądz: Rapackiego "Intermarche" – Rapackiego – Piłsudskiego – Karabinierów – Paderewskiego – Kwidzyńska – Gmina Grudziądz: Świerkocin – Mokre – Zakurzewo – Wielki Wełcz – Rusinowo Wybrany kurs z Galeria Grudziądzka – Wielki Wełcz Funkcjonuje tylko w dni powszednie | 28 – 47               | 18 – 21            |
| P7    | Grudziądz: Rapackiego "Intermarche" – Rapackiego – Piłsudskiego – Karabinierów – Poniatowskiego – Gmina Grudziądz: Nowa Wieś – Parski | 9 – 21                | 10                 |
| P8    | Grudziądz: Rapackiego "Intermarche" – Rapackiego – Hallera – Bora Komorowskiego – Konarskiego – Trasa Średnicowa – Południowa – Szosa Toruńska – Gmina Grudziądz: Pieńki Królewskie – Mały Rudnik – Szynych – Sosnówka Pętla Wybrane kursy: a) do Sosnówki z przystanku Mniszek Przejazd b) do Sosnówki z przystanku Mały Rudnik Skrzyżowanie c) z Sosnówki do przystanku Mały Rudnik GOK d) z Sosnówki do przystanku Pieńki Królewskie II Funkcjonuje tylko w dni powszednie | 11 – 40               | 7 – 16             |
| P9    | Grudziądz: Rapackiego "Intermarche" – Rapackiego – Hallera – Bora Komorowskiego – Konarskiego – Trasa Średnicowa – Południowa – Szosa Toruńska – Gmina Grudziądz: Biały Bór – Wałdowo Szlacheckie – Ruda – Sztynwag – Mały Rudnik – Pieńki Królewskie – Mały Rudnik Przejazd Kolejowy Wybrane kursy: a) z i do przystanku Mały Rudnik GOK b) z i do przystanku Pieńki Królewskie II | 40 – 50               | 23 – 27            |
| P10   | Grudziądz: Rapackiego „Intermarche” – Rapackiego – Piłsudskiego – Karabinierów – Paderewskiego – Kwidzyńska – Gmina Grudziądz: Świerkocin – Lisie Kąty Aeroklub Wybrane kursy: a) z i do Lisie Kąty Odlewnia Żeliwa b) na trasie Lisie Kąty Aeroklub – Mokre Szkoła | 4 – 25                | 3 – 9              |
| P11   | Grudziądz: Rapackiego „Intermarche” – Rapackiego – Piłsudskiego – Waryńskiego – Gmina Grudziądz: Wielkie Lniska – Małe Lniska – Gmina Gruta: Nicwałd – Annowo – Salno – Dąbrówka Królewska – Salno – Orle – Gruta – Jasiewo – Słup / Szkoła Funkcjonuje tylko w dni powszednie | 62 – 63               | 20                 |
| P12   | Gmina Łasin: Łasin – Bogdanki – Gmina Świecie nad Osą: Mędrzyce – Widlice – Lisnówko – Lisnowo – Partęczyny – Lisnowo – Karolewo – Szarnoś – Świecie nad Osą Funkcjonuje tylko w dni powszednie | 49                    | 16                 |
| P13   | Gmina Grudziądz: Wielkie Lniska – Gać – Węgrowo – Grudziądz: Warszawska – Gmina Grudziądz: Marusza – Grudziądz: Warszawska – Jaskółcza – Gmina Grudziądz: Kobylanka – Piaski – Linarczyk – Piaski Funkcjonuje tylko w dni powszednie | 52 – 54               | 23                 |
| P14   | Gmina Grudziądz: Mokre / Szkoła – Zakurzewo – Wielki Wełcz – Mokre – Białochowo – Leśniewo – Dusocin – Jamy – Zarośle – Gubiny – Skurgwy – Białochowo – Mokre / Szkoła Funkcjonuje tylko w dni powszednie | 75 – 80               | 18 – 32            |
| P15   | Grudziądz: Paderewskiego / Szkoła – Paderewskiego – Kwidzyńska – Gmina Grudziądz: Świerkocin – Parski – Nowa Wieś – Grudziądz: Dębowa – Gmina Grudziądz: Świerkocin – Lisie Kąty – Mokre / Szkoła Funkcjonuje tylko w dni powszednie | 8 – 20                | 6 – 12             |
| P16   | Grudziądz: Paderewskiego / Szkoła – Paderewskiego – Kwidzyńska – Gmina Grudziądz: Świerkocin – Grudziądz: Dębowa – Owczarki PKP – Dębowa – Gmina Grudziądz: Świerkocin – Lisie Kąty – Mokre / Szkoła Funkcjonuje tylko w dni powszednie | 32- 33                | 16                 |
| P17   | Grudziądz: Rapackiego/Intermarche Hallera – Warszawska – Gmina Grudziądz: Marusza – Gmina Gruta: Pokrzywno – Okonin – Mełno – Gruta – Mełno – Boguszewo PKP – Gmina Świecie nad Osą: Linowo – Rychnowo – Świecie nad Osą Funkcjonuje tylko w dni powszednie | 61 – 62               | 24                 |
| P18   | Gmina Grudziądz: Pieńki Królewskie II – Mały Rudnik – Rozgarty – Szynych – Sosnówka – Szynych – Mały Rudnik – Pieńki Królewskie – Biały Bór – Mały Rudnik – Ruda – Sztynwag – Gogolin – Sztynwag Szkoła Wybrany kurs z/do Sztynwag Szkoła – Grudziądz: Mniszek Przejazd Funkcjonuje tylko w dni powszednie | 57 – 65               | 34 – 36            |
| P19   | Grudziądz: Rapackiego "Intermarche" – Hallera – Warszawska – Gmina Grudziądz: Marusza – Stary Folwark Wybrane kursy z/do: a) na trasie Stary Folwark – Skarszewy – Turznice Spółdzielnia – Turznice Brzeziny – Piaski – Hanowo – Piaski b) na trasie Stary Folwark – Skarszewy – Turznice – Piaski Funkcjonuje tylko w dni powszednie | 11 – 29               | 5 – 13             |
| P20   | Grudziądz: Rapackiego "Intermarche" – Hallera – Miłoleśna – Gmina Grudziądz: Linarczyk – Piaski – Hanowo – Biały Bór – Wałdowo Szlacheckie – Ruda – Mały Rudnik – Biały Bór – Hanowo – Piaski Wybrany kurs z/do Piaski – Piaski Funkcjonuje tylko w dni powszednie | 43 – 59               | 23 – 32            |
| P22   | Grudziądz: Rapackiego "Intermarche" - Hallera - Warszawska - Gmina Grudziądz: Marusza - Gmina Radzyń Chełmiński: Nowy Dwór - Zakrzewo - Szumiłowo - Radzyń Chełmiński - Czeczewo - Gołębiewo - Rywałd Szlachecki Funkcjonuje tylko w dni powszednie | 53 - 55               | 22 - 23            |
| P23   | Grudziądz: Rapackiego "Intermarche" - Piłsudskiego - Kruszelnickiego - Pętla Tarpno - Paderewskiego - Kwidzyńska - Gmina Grudziądz: Świerkocin - Mokre - Gmina Rogóźno:Białochowo - Gmina Grudziądz: Dusocin - Gmina Rogóźno: Zarośle - Jamy Wybrany kurs z/do Rapackiego "Intermarche" - Świerkocin - Mokre - Białochowo - Dusocin Funkcjonuje tylko w dni powszednie | 27 - 36               | 16 - 18            |

### Linie pilotażowe
W dniach 12 października – 31 grudnia 2020 Arriva na zlecenie gminy Grudziądz obsługiwała trzy linie autobusowe pilotażowe.
| Linia | Trasa | Czas przejazdu (min.) | Liczba przystanków |
| ----- | --- | --------------------- | ------------------ |
| D1    | Gmina Grudziądz: Mały Rudnik GOK – Szynych – Sosnówka – Szynych – Gogolin – Sztynwag Szkoła                                                                                                   | 30                    | 16                 |
| D3    | Gmina Grudziądz: Piaski – Turznice – Skarszewy – Stary Folwark – Marusza – Kobylanka – Piaski                                                                                                 | 28                    | 11                 |
| D5    | Gmina Grudziądz: Mokre Szkoła – Zakurzewo – Wielki Wełcz – Leśniewo – Dusocin – Mokre Szkoła Wybrane kursy na trasie Mokre Szkoła – Leśniewo Budka z pominięciem Zakurzewa i Wielkiego Wełcza | 10 – 34               | 5 – 15             |